# Opharus palmeri
Opharus palmeri är en fjärilsart som beskrevs av Druce 1909. Opharus palmeri ingår i släktet Opharus och familjen björnspinnare. Inga underarter finns listade i Catalogue of Life.